# Howard il papero
Howard il papero (Howard the Duck), noto inizialmente in Italia come Orestolo il Papero, è un personaggio dei fumetti creato da Steve Gerber e Val Mayerik per la Marvel Comics. Ha fatto il suo esordio nel dicembre 1973 sul numero 19 della serie Adventure into Fear. Negli anni settanta sugli albi pubblicati dall'Editoriale Corno venne presentato con il nome di Orestolo il papero.
Le storie di cui è protagonista sono incentrate sulle disavventure di un papero antropomorfo scorbutico intrappolato in un mondo dominato dagli umani. Le avventure di Howard sono generalmente parodie di storie fantascientifiche e fantasy, scritte in uno stile ironico e combinate con una certa coscienza delle limitazioni del mezzo (metafinzione); è infatti spesso molto sperimentale per essere un fumetto non-underground. Il personaggio ha spesso interagito con altri supereroi della Marvel in più di un'occasione. Nel 1986 uscì anche un film live action ispirato al personaggio, intitolato Howard e il destino del mondo ed il primissimo lungometraggio cinematografico dedicato a un personaggio facente parte dell'universo Marvel.
Nel 2009 la rivista TIME lo ha classificato settimo nella Top 10 Oddest Marvel Characters, cioè la Classifica dei 10 personaggi più bizzarri della Marvel.

## Storia
Creato da Steve Gerber e Val Mayerik, Howard è apparso per la prima volta nel dicembre 1973 in una storia dell'Uomo Cosa, pubblicata sul numero 19 della serie fumettistica Adventure into Fear. È un papero antropomorfo, alto sessanta centimetri (novanta nella versione cinematografica), dotato di un carattere scorbutico e sarcastico; ha le piume gialle e le zampe arancioni, veste spesso con camicia, cravatta a pois, berretto, e con un sigaro perennemente in bocca. È intrappolato in un mondo dominato dagli umani, da lui definiti “scimmie senza peli”, lo stesso in cui vivono i personaggi dell'universo Marvel.
Inizialmente Howard era stato disegnato privo di pantaloni, ma questi gli furono aggiunti in seguito ad una controversia legale con la Disney, che citò la Marvel per plagio a causa della somiglianza del personaggio, anche nell'abbigliamento, con Paperino e suo Zio Paperone (all'episodio si ispirò una storia di Howard, incentrata proprio sul caos generato dalla mancanza di pantaloni del papero).
Il pennuto, originario della città di New Stork City (parodia di New York) sull'immaginario pianeta Duckworld, fu catapultato sulla Terra per errore dal demoniaco Thog the Overmaster, che lo coinvolse in un incantesimo extradimensionale mentre stava lottando con l'Uomo Cosa; si ritrovò, quindi, nelle paludi della Florida, per poi finire sbalzato a Cleveland, dove decise di trasferirsi. Durante un'avventura che vide coinvolto anche l'Uomo Ragno, Howard salvò dalla grinfie del malvagio stregone Pro-Rata, intento a diventare il primo capo contabile dell'universo, la modella Beverly Switzler. Il cinico ma coraggioso papero e la folle ragazza divennero così compagni inseparabili, talvolta amanti.

Howard e Machine Man in Marvel Zombi 5

Howard fu protagonista di ben due serie regolari negli anni settanta, per la maggioranza parodie della fantascienza e del fantasy, caratterizzate da uno stile fortemente ironico, e da un pizzico di metafinzione, ovvero personaggi consapevoli dell’essere protagonisti di un fumetto: una scelta al limite dello sperimentalismo, che si rivelò prematura nei confronti del pubblico, decretando la chiusura della testata all'inizio degli anni ottanta. Il papero, tuttavia, continuò ad apparire saltuariamente nelle storie di Uomo Cosa, She-Hulk e anche in alcuni team-up con Spider-Man. Nel 2010 è stato protagonista, assieme a Machine Man e Jacali Kane, della miniserie horror Marvel Zombies 5. Nel 2011, nell'ambito del crossover Fear Itself, ha assemblato il team Fearsome Four, composto da supereroi minori come She-Hulk e Frankenstein, con lo scopo di fermare Uomo Cosa impazzito.
Howard è anche apparso in numerosi cameo, spesso finalizzati ad offrire un sollievo comico a vicende sempre più drammatiche, nei principali crossover come Civil War, in cui si schiera a favore della registrazione dei supereroi perché venga finalmente ufficializzata la sua esistenza, e Secret Invasion, dove appare in versione Skrull. Nel libro The Transmigration of Timothy Archer di Philip K. Dick, pubblicato nel 1982, uno dei personaggi (Angel Archer) legge un numero di Howard the Duck.
Nel romanzo L'ombra dello scorpione (The Stand) di Stephen King, un personaggio legge un fumetto di Howard the Duck ed è disorientato dalla storia; nella versione integrale del libro del 1990 il fumetto è stato cambiato in Teenage Mutant Ninja Turtles. Nell'albo Marvel Comics "I Potenti Vendicatori", quando Miss Marvel propone a Tony Stark di scegliere una squadra con i più forti eroi registrati, Howard il Papero compare tra le foto di questi, senza però essere preso in considerazione.
Il primo numero di Howard the Duck è stato recentemente ristampato su Spider-Man Collection n. 44. Qui il papero antropomorfo interagisce con l'Uomo Ragno.
Nel novembre 2014 è stata annunciata una continuazione della serie omonima. Gli autori sono ai testi Chip Zdarsky e ai disegni Joe Quinones. Howard the Duck segue le vicende del noto papero nei panni di investigatore privato, e sarà impegnato a indagare e risolvere casi misteriosi e folli, e il primo di questi lo vedrà coinvolto in un team-up con la Gatta Nera. Il primo numero è uscito il 4 marzo 2015.

## Altre versioni

### Marvel Zombi
Nella serie Marvel Zombi, più precisamente nello spin-off e crossover Marvel Zombi vs Army of Darkness, appare una versione alternativa di Howard il papero infettato dagli zombi, mangiando il cervello della versione di Ash Williams nativa di quell'universo. Viene rapidamente ucciso da Scarlet Witch e l'originale Ash Williams, protagonista della serie horror de La casa, trovatosi in questa occasione con le controparti zombi dei personaggi marveliani.

### Amalgam
Nel 1997 Howard è stato unito a un personaggio della DC Comics, Lobo, per formare il personaggio Amalgam Lobo il papero. In una vignetta di Bat-Thing #1, si parlava di un immaginario numero speciale futuro chiamato Howard the Mxyzptlk, presumibilmente una fusione tra Howard e Mister Mxyzptlk.

### Ultimate
Nell'universo Ultimate Howard è presente nella prima tavola della miniserie Ultimate Comics: Armor Wars. Fa capolino sopra un cartellone pubblicitario con la scritta HDTV.

## Poteri e abilità
Howard non ha poteri sovrumani, ma è esperto nell'arte marziale poco conosciuta come Quak-Fu, e quindi è un avversario formidabile nel combattimento corpo a corpo, che gli consente di sconfiggere esseri umani normodotati. Howard è simile a un atleta umano che ha allenato il suo corpo al massimo. I riflessi di Howard sono stati affinati al punto della massima precisione, consentendogli di muoversi presumibilmente più velocemente di quanto l'occhio possa vedere. È anche in grado di afferrare un coltello che gli viene lanciato.
Ha mostrato un certo grado di talento mistico in passato, al punto che Stephen Strange ha insegnato alcuni incantesimi a Howard e si è addirittura offerto di addestrarlo, ma Howard ha rifiutato. Inoltre, ha un livello di intelligenza molto superiore alla media e abilità e talento nel suonare diversi strumenti musicali, come il pianoforte e la chitarra.
In un'occasione, Howard usò un'armatura potenziata nota come l'armatura "Iron Duck", organizzata da Claude Starkowitz. Oltre alla sua proprietà di armatura, la tuta era fornita di bobine montate sul piede, un proiettore montato sul torace e lanciafiamme su entrambe le braccia.

## Altri media

### Cinema

Howard il papero interpretato da Ed Gale nel film Howard e il destino del mondo.

- Nel 1986 è stato realizzato un film sul personaggio, intitolato Howard e il destino del mondo, diretto da Willard Huyck e prodotto da Gloria Katz e George Lucas. È in assoluto il primo lungometraggio cinematografico avente come protagonista un personaggio facente parte dell'universo Marvel. Howard e Beverly sono gli unici due personaggi presenti anche nel fumetto, ma la loro rappresentazione non è molto simile alle loro controparti originali. In questo film il noto papero è stato interpretato da sei attori in costume, in particolare da Ed Gale, che vinsero un Razzie Award come peggiore attore esordiente, generalmente per via dell'aspetto considerato poco convincente. Nonostante la pellicola sia stata un flop al botteghino e venne accolta in maniera predomintemente negativa dalla critica e dal pubblico, nel corso degli anni fu rivalutata come un film di culto[senza fonte].

### Marvel Cinematic Universe
Howard il papero compare in dei cameo nel Marvel Cinematic Universe, l'esordio avviene nella trilogia dei Guardiani della Galassia di James Gunn, realizzato in CGI e doppiato in originale da Seth Green:
- Insieme al Collezionista e a Cosmo in Guardiani della Galassia (2014) scena dopo i titoli di coda[6]; Nel sequel Guardiani della Galassia Vol. 2 (2017); In una partita a poker insieme a Kraglin e Cosmo in Guardiani della Galassia Vol. 3 (2023).[7]
- Riappare in un cameo nel film Avengers: Endgame (2019)[8] anche lui in marcia e armato a dirigersi verso la battaglia finale contro Thanos e il suo esercito sul pianeta Terra.
- È un personaggio ricorrente nella prima serie animata dell'MCU What If...? (2021). Howard il papero è comparso nel primo episodio della seconda stagione dove gestisce un bar abusivo e aiuta Nebula e nella terza stagione, dove ha una figlia con Darcy Lewis, chiamata Birdie: inizialmente solo un uovo a cui tutti ambiscono per i suoi poteri sovrannaturali, Birdie riappare nell'ultimo episodio come una umana con ali alle braccia, capace di volare ed esperta in ingegneria e combattimento corpo a corpo.

Nel 2015, durante un incontro con il pubblico al Tribeca Film Festival, George Lucas ha dichiarato che la Marvel sta pensando ad un ritorno di Howard sul grande schermo in un remake del primo film a lui dedicato.

### Televisione
- Howard è apparso su una maglietta di Bestia nella serie animata Insuperabili X-Men: La saga di Fenice (seconda parte) - Il mantello oscuro.
- Compare nell'episodio Il piccolo Andy (Awesome) della serie animata Ultimate Spider-Man, doppiato in questa occasione da Kevin Michael Richardson in inglese, e da Luca Eliani (storica voce del personaggio di Paperino) in italiano.
- Compare nell'episodio Il collezionista (The Collector) della serie animata Hulk e gli agenti S.M.A.S.H..

### Videogiochi
- Activision ha pubblicato un gioco per Commodore 64 con lui protagonista intitolato Howard the Duck: Adventure on Volcano Island.
- Howard è un personaggio giocabile in LEGO Marvel Super Heroes, con un trofeo a lui dedicato.
- Howard appare come una carta d'abilità in Ultimate Marvel vs. Capcom 3.
- Howard appare come eroe reclutabile tramite box natalizi in Marvel Avengers Alliance.
- Howard è un personaggio giocabile in LEGO Marvel Super Heroes 2.
- Howard è un personaggio giocabile in Marvel: Sfida dei campioni, al comando di un'armatura mecha o legato al simbionte Venom.